# Bahadur Khan II.
Amir Bahadur Khan II. Abbasi (* im 17. Jahrhundert; † 1702) war Emir von Shikarpur von 1690 bis zu seinem Tod im Jahr 1702. 
Bahadur Khan II. vom Stamm der Daudputra war der Sohn von Firuz Khan Abbasi. Er verließ seine Heimat Tarai und ließ sich nahe Bhakkar (heute Distrikt im Punjab/Pakistan) nieder. 1690 gründete er Shikarpur als seine neue Hauptstadt, nach der die Region (heute Bahawalpur) zunächst hieß. Zugleich herrschte er über Shikarpur als Emir von 1690 bis zu seinem Tod im Jahre 1702. Sein Nachfolger als Emir von Shikarpur wurde sein einziger Sohn Muhammad Mubarak Khan I.